# Severo di Antrodoco
Severo di Antrodoco (Antrodoco, IV secolo – Antrodoco, V secolo) è stato un presbitero e santo attivo nell’evangelizzazione della valle antrodocana.
Gregorio Magno ne fa brevemente memoria nel primo libro dei Dialoghi, definendolo vir vitae valde admirabilis.
Nonostante l’estrema esiguità delle notizie biografiche, l’esistenza del santo si distingue per l’umiltà e per l’operosità: nella narrazione gregoriana Severo viene descritto mentre è intento ad putandam vineam, ovvero occupato nella potatura della vigna.
Il miracolo operato più importante e noto è la resurrezione di un morto, nel cui racconto è presente anche una curiosa ricostruzione del mondo ultraterreno.
Fino al X secolo il corpo del santo riposava ad Antrodoco e successivamente le sue reliquie vennero traslate a Treviri.
Il culto viene diffuso rapidamente dai monaci equiziani in tutta la provincia Valeria. Luoghi di culto dedicati a Severo sono presenti nel vicino Abruzzo: ad Arischia, dove si trovano i ruderi della grancia farfense di San Severo, e a L’Aquila.
La memoria liturgica ricorre il 15 febbraio.